# سيمون سكوت
سيمون سكوت (بالإنجليزية: Simon Scott)‏ هو ممثل أمريكي، ولد في 21 سبتمبر 1920 في الولايات المتحدة، وتوفي بنفس المكان في 11 ديسمبر 1991 بسبب مرض آلزهايمر.

## وصلات خارجية
- سيمون سكوت على موقع IMDb (الإنجليزية)
- سيمون سكوت على موقع ألو سيني (الفرنسية)
- سيمون سكوت على موقع أول موفي (الإنجليزية)
- سيمون سكوت على موقع قاعدة بيانات الأفلام السويدية (السويدية)
- سيمون سكوت على موقع إن إن دي بي (الإنجليزية)
- سيمون سكوت على موقع قاعدة بيانات الفيلم (الإنجليزية)
- سيمون سكوت على موقع كينوبويسك (الروسية)